# Экология Воронежа
Экология Воронежа — состояние и характеристики экосистемы города Воронеж.
Воронеж, как крупный промышленный центр, характеризуется большой концентрацией антропогенных объектов на ограниченной территории, оказывающих негативное воздействие на компоненты природной среды. Суммарная масса выбросов от городских стационарных источников с 2000 года по 2003 год составляла 28,699 тыс. тонн, среди которых твёрдых — 6,794 тыс. тонн, а газообразных — 21,905 тыс. тонн. Существенное влияние на атмосферу оказывает автотранспорт. Выбросы от автотранспорта составляют около 90 процентов от общего загрязнения атмосферы. В марте 2007 года специалистами областного центра по гидрометеорологии и мониторингу окружающей среды было отмечено превышение предельно-допустимых концентраций содержания диоксидов серы и азота в воздухе города Воронежа. По данным областного информационного фонда социально-гигиенического мониторинга, показатель суммарного загрязнения атмосферного воздуха в 2007 году — 6,76, а в 2008 году был равен 3,72.
По результатам социально-гигиенического мониторинга суммарный показатель химического загрязнения почвы в 2008 году в Воронеже был равен 3,8 при допустимом значении до 16. В почве были обнаружены свинец, цинк, медь и кадмий.
По результатам социально-гигиенического мониторинга в 2013 году атмосферный воздух в местах проб не соответствовал гигиеническим нормативам по содержанию азота диоксида, взвешенных веществ, фенола, формальдегида, серы диоксида, углерода оксида, стирола, озона в 1,1—5 раз. По данным мониторинга с 2009 года по 2013 год почва города загрязнена бактериями группы кишечной палочки и энтерококков. В ней также были обнаружены яйца гельминтов.
Воды Воронежского водохранилища также загрязнены. Согласно результатам исследований, проведённых Управлением Роспотребнадзора Воронежской области с 5 по 7 августа 2008 года, общее количество колиформных бактерий в воде у пляжа «Дельфин» превышали нормы в 4,8 раза; у пляжа СХИ — в 48 раз. В воде водохранилища у пляжа «Дельфин» были найдены цисты лямблий.
Другой экологической проблемой Воронежа является уборка и утилизация мусора. 1 марта 2010 года Воронежская городская Дума одобрила проект строительства нового полигона твёрдых бытовых отходов с мусоросортировочным комплексом, внесённый на рассмотрение городской администрацией. В июле 2011 года Росприроднадзор разрешил строительство такого полигона под Воронежем в Семилукском районе. Полигон был открыт в ноябре 2011 года.